# Guettarda comosa
Guettarda comosa är en måreväxtart som beskrevs av Johannes Müller Argoviensis. Guettarda comosa ingår i släktet Guettarda och familjen måreväxter. Inga underarter finns listade i Catalogue of Life.